# Liste der Universitäten in Südkorea
| Universität                                         | Hangeul                  | Standort                                | Gründungsjahr | Studierende | Webauftritt         |
| --------------------------------------------------- | ------------------------ | --------------------------------------- | ------------- | ----------- | ------------------- |
| Agricultural Cooperative College                    | 농협대학                 | Goyang                                  | 1962          |             | www.nonghyup.ac.kr  |
| Ajou Motor College                                  | 아주자동차대학           | Boryeong                                | 1995          |             | www.motor.ac.kr     |
| Ajou University                                     | 아주대학교               | Suwon                                   | 1973          | 13.830      | www.ajou.ac.kr      |
| Andong National University                          | 안동대학교               | Andong                                  | 1947          |             | www.andong.ac.kr    |
| Ansan College                                       | 안산1대학                | Ansan                                   | 1973          |             | www.ansan.ac.kr     |
| Anyang Science University                           | 안양과학대학             | Anyang                                  | 1962          |             | www.ianyang.ac.kr   |
| Anyang University                                   | 안양대학교               | Anyang                                  | 1948          |             | www.anyang.ac.kr    |
| Asia LIFE University                                | 복음신학대학원대학교     | Daejeon                                 | 1974          |             | www.alu.ac.kr       |
| Asia United Theological University                  | 아세아연합신학대학교     | Yangpyeong                              | 1968          |             | www.acts.ac.kr      |
| Baekseok Arts University                            | 백석예대학교             | Seoul                                   |               | 3.000       | www.bau.ac.kr       |
| Baekseok Culture University                         | 백석문화대학교           | Cheonan                                 | 1994          |             | www.bscu.ac.kr      |
| Baekseok University                                 | 백석대학교               | Cheonan                                 | 1994          |             | www.bu.ac.kr        |
| Baewha Women’s College                              | 배화여자대학             | Seoul                                   | 1977          |             | www.baewha.ac.kr    |
| Berea International Theological Seminary            | 베뢰아국제대학원대학교   | Seoul                                   | 1997          |             | www.berea.ac.kr     |
| Bucheon University                                  | 부천대학교               | Bucheon                                 | 1979          |             | www.bc.ac.kr        |
| Busan Arts College                                  | 부산예술대학             | Busan                                   | 1993          |             | www.pia.ac.kr       |
| Busan Institute of Science and Technology           | 부산과학기술대학교       | Busan                                   |               |             | www.bist.ac.kr      |
| Busan National University of Education              | 부산교육대학교           | Busan                                   | 1946          |             | www.bnue.ac.kr      |
| Busan Presbyterian University                       | 부산장신대학교           | Busan                                   | 1953          |             | www.bjc.ac.kr       |
| Busan University of Foreign Studies                 | 부산외국어대학교         | Busan                                   | 1981          |             | www.bufs.ac.kr      |
| Byuksung College                                    | 벽성대학                 | Gimje                                   | 1995          |             | www.byuksung.ac.kr  |
| Calvin University                                   | 칼빈대학교               | Yongin                                  | 1954          |             | calvin.ac.kr        |
| Catholic Sangji College                             | 가톨릭상지대학교         | Andong                                  | 1970          |             | www.csj.ac.kr       |
| Catholic University of Daegu                        | 대구가톨릭대학교         | Gyeongsan                               | 1914          | 17.000      | www.cu.ac.kr        |
| Catholic University of Korea                        | 가톨릭대학교             | Seoul/Bucheon                           | 1855          |             | www.catholic.ac.kr  |
| Catholic University of Pusan                        | 부산가톨릭대학교         | Busan                                   | 1964          |             | www.cup.ac.kr       |
| Chang-Shin College                                  | 창신대학                 | Changwon                                | 1991          |             | www.csc.ac.kr       |
| Changwon National University                        | 창원대학교               | Changwon                                | 1969          | 10.300      | www.changwon.ac.kr  |
| Cheju Halla University                              | 제주한라대학교           | Jeju                                    | 1969          |             | www.chu.ac.kr       |
| Cheju Tourism College                               | 제주관광대학             | Jeju                                    | 1992          |             | www.ctc.ac.kr       |
| Cheonan Yonam College                               | 천안연암대학             | Cheonan                                 | 1974          |             | www.yonam.ac.kr     |
| Cheongju University                                 | 청주대학교               | Cheongju                                | 1947          |             | www.cju.ac.kr       |
| Chinju National University of Education             | 진주교육대학교           | Jinju                                   | 1923          | 2.157       | www.cue.ac.kr       |
| Chodang University                                  | 초당대학교               | Muan                                    | 1994          |             | www.chodang.ac.kr   |
| Chonbuk National University                         | 전북대학교               | Jeonju                                  | 1947          |             | www.chonbuk.ac.kr   |
| Chongju National College of Science and Technology  | 청주과학대학             | Jeungpyeong                             | 1914          |             | bis 2006            |
| Chongshin University                                | 총신대학교               | Seoul                                   | 1901          |             | www.chongshin.ac.kr |
| Chonnam National University                         | 전남대학교               | Gwangju                                 | 1952          |             | jnu.ac.kr           |
| Choonhae College of Health Sciences                 | 춘해보건대학교           | Ulsan                                   | 1967          |             | www.ch.ac.kr        |
| Chosun University                                   | 조선대학교               | Gwangju                                 | 1946          | 30.497      | www.chosun.ac.kr    |
| Christian College of Nursing                        | 기독간호대학교           | Gwangju                                 | 1967          |             | www.ccn.ac.kr       |
| Chugye University for the Arts                      | 추계예술대학교           | Seoul                                   | 1973          |             | www.chugye.ac.kr    |
| Chuncheon National University of Education          | 춘천교육대학교           | Chuncheon                               | 1939          |             | www.cnue.ac.kr      |
| Chuncheon Polytechnic College                       | 춘천기능대학             | Chuncheon                               | 1973          |             | bis 2006            |
| Chung-Ang University                                | 중앙대학교               | Seoul/Anseong                           | 1918          |             | www.cau.ac.kr       |
| Chung Cheong University                             | 충청대학교               | Cheongwon                               | 1983          |             | www.ok.ac.kr        |
| Chungbuk National University                        | 충북대학교               | Cheongju                                | 1951          | 18.000      | www.chungbuk.ac.kr  |
| Chungbuk Provincial College                         | 충북도립대학             | Okcheon                                 |               |             | www.cpu.ac.kr       |
| Chungkang College of Cultural Industries            | 청강문화산업대학교       | Icheon                                  | 1996          |             | www.ck.ac.kr        |
| Chungnam National University                        | 충남대학교               | Daejeon                                 | 1952          |             | plus.cnu.ac.kr      |
| Chungwoon University                                | 청운대학교               | Hongseong                               | 1995          |             | www.chungwoon.ac.kr |
| Chunnam Techno University                           | 전남과학대학교           | Gokseong-gun                            | 1991          |             | www.chunnam-c.ac.kr |
| College of Korea Textile & Fashion Polytechnic      | 한국폴리텍섬유패션대학   | Daegu                                   |               |             | tf.kopo.ac.kr       |
| Daebul University                                   | 대불대학교               | Yeongam                                 | 1994          |             | www.daebul.ac.kr    |
| Daedong College                                     | 대동대학교               | Busan                                   | 1971          |             | www.daedong.ac.kr   |
| Daeduk College                                      | 대덕대학교               | Daejeon                                 | 1980          |             | www.ddc.ac.kr       |
| Daegu Arts University                               | 대구예술대학교           | Chilgok                                 | 1993          |             | www.dgau.ac.kr      |
| Daegu Cyber University                              | 대구사이버대학교         | Gyeongsan                               | 2002          |             | www.dcu.ac.kr       |
| Daegu Haany University                              | 대구한의대학교           | Gyeongsan/Daegu                         | 1980          |             | www.dhu.ac.kr       |
| Daegu Health College                                | 대구보건대학교           | Daegu                                   | 1971          |             | www.dhc.ac.kr       |
| Daegu Mirae College                                 | 대구미래대학교           | Gyeongsan                               | 1981          |             | www.dmc.ac.kr       |
| Daegu National University of Education              | 대구교육대학교           | Daegu                                   | 1950          |             | www.dnue.ac.kr      |
| Daegu Polytechnic College                           | 대구기능대학             | Daegu                                   | 1973          |             | bis 2006            |
| Daegu Technical University                          | 대구공업대학교           | Daegu                                   | 1976          |             | www.funttc.com      |
| Daegu University                                    | 대구대학교               | Gyeongsan                               | 1956          | 19.500      | www.daegu.ac.kr     |
| Daejeon Health Sciences College                     | 대전보건대학교           | Daejeon                                 | 1978          |             | www.hit.ac.kr       |
| Daejeon Polytechnic College                         | 대전기능대학             | Daejeon                                 | 1994          |             | bis 2006            |
| Daejeon University                                  | 대전대학교               | Daejeon                                 | 1981          |             | www.dju.ac.kr       |
| Daejin University                                   | 대진대학교               | Pocheon                                 | 1992          |             | www.daejin.ac.kr    |
| Daelim University College                           | 대림대학교               | Anyang                                  | 1977          |             | www.daelim.ac.kr    |
| Daewon University College                           | 대원대학교               | Jecheon                                 | 1995          |             | www.daewon.ac.kr    |
| Dankook University                                  | 단국대학교               | Seoul/Cheonan                           | 1947          |             | www.dankook.ac.kr   |
| Dong-A College                                      | 동아인재대학교           | Yeongam                                 | 1994          |             | www.dongac.ac.kr    |
| Dong-A University                                   | 동아대학교               | Busan                                   | 1946          |             | www.donga.ac.kr     |
| Dong-Ah Institute of Media and Arts                 | 동아방송예술대학         | Anseong                                 | 1997          |             | www.dima.ac.kr      |
| Dong-Pusan College                                  | 동부산대학               | Busan                                   |               |             | www.dpc.ac.kr       |
| Dong-Eui University                                 | 동의대학교               | Busan                                   | 1966          |             | www.deu.ac.kr       |
| Dongduk Women’s University                          | 동덕여자대학교           | Seoul                                   | 1950          | 7.093       | www.dongduk.ac.kr   |
| Dongguk University                                  | 동국대학교               | Seoul/Gyeongju/Goyang                   | 1906          | 28.204      | www.dongguk.edu     |
| Dongju College                                      | 동주대학교               | Busan                                   | 1977          |             | www.dongju.ac.kr    |
| Dongkang College                                    | 동강대학교               | Gwangju                                 | 1976          |             | www.dongkang.ac.kr  |
| Dongnam Health College                              | 동남보건대학교           | Suwon                                   | 1973          |             | www.dongnam.ac.kr   |
| Dongseo University                                  | 동서대학교               | Busan                                   | 1992          |             | www.dongseo.ac.kr   |
| Dong Seoul College                                  | 동서울대학교             | Seongnam                                | 1978          |             | www.dsc.ac.kr       |
| Dongshin University                                 | 동신대학교               | Naju                                    |               |             | www.dsu.ac.kr       |
| Dong-U College                                      | 동우대학교               | Sokcho                                  | 1981          |             | www.duc.ac.kr       |
| Dongwon Institute of Science and Technology         | 동원과학기술대학교       | Yangsan                                 |               |             |                     |
| Dongyang Mirae University                           | 동양미래대학교           | Seoul                                   | 1965          |             | www.dytc.ac.kr      |
| Dongyang University                                 | 동양대학교               | Yeongju                                 |               |             | www.dyu.ac.kr       |
| Doowon Technical University College                 | 두원대학교               | Anseong                                 |               |             | www.doowon.ac.kr    |
| Duksung Women’s University                          | 덕성여자대학교           | Seoul                                   | 1920          |             | www.duksung.ac.kr   |
| Ewha Womans University                              | 이화여자대학교           | Seoul                                   | 1886          | 21.046      | www.ewha.ac.kr      |
| Eulji University                                    | 을지대학교               | Seongnam/Daejeon                        | 1967          |             | m.eulji.ac.kr       |
| Far East University                                 | 극동대학교               | Eumseong                                | 1998          |             | www.kdu.ac.kr       |
| Gachion University                                  | 가천대학교               | Seongnam                                | 2007          |             | www.gachon.ac.kr/   |
| Gangneung-Wonju National University                 | 강릉원주대학교           | Gangneung                               | 1946          |             | www.gwnu.ac.kr      |
| Gyeonggi University                                 | 경기대학교               |                                         |               |             |                     |
| Gyeongsang National University                      | 경상대학교               | Jinju                                   | 1948          |             | www.gnu.ac.kr       |
| Gyeongseong University                              | 경성대학교               |                                         |               |             |                     |
| Hallym University                                   | 한림대학교               | Gangwon                                 |               |             |                     |
| Hankuk University of Foreign Studies                | 한국외국어대학교         | Seoul/Yongin                            | 1954          |             | www.hufs.ac.kr      |
| Hannam University                                   | 한남대학교               | Daejeon                                 | 1956          |             | www.hannam.ac.kr    |
| Hanshin University                                  | 한신대학교               |                                         |               |             |                     |
| Hansung University                                  | 한성대학교               | Seoul                                   | 1972          |             | www.hansung.ac.kr   |
| Hanyang University                                  | 한양대학교               | Seoul                                   | 1939          | 34.824      | www.hanyang.ac.kr   |
| Hanzhong University                                 | 한중대학교               | Donghae                                 | 1991          |             | www.hanzhong.ac.kr  |
| Hoseo University                                    | 호서대학교               | Cheonan                                 | 1978          |             | www.hoseo.ac.kr     |
| Hongik University                                   | 홍익대학교               | Seoul                                   | 1948          | 21.119      | home.hongik.ac.kr   |
| Hyeopseong University                               | 협성대학교               |                                         |               |             |                     |
| Inha University                                     | 인하대학교               | Incheon                                 | 1954          | 21.980      | www.inha.ac.kr      |
| Universität Jeju                                    | 제주대학교               | Jeju                                    | 1952          |             | www.jejunu.ac.kr    |
| Jeju National University Teachers College           | 제주대학교 교육대학      |                                         |               |             |                     |
| Jeonbuk Science College                             | 전북과학대학교           | Jeongeup                                | 1993          |             | www.jbsc.ac.kr      |
| KAIST                                               | 한국과학기술원           | Daejeon/Seoul                           | 1971          | 8.217       | www.kaist.ac.kr     |
| Universität Kangnam                                 | 강남대학교               | Yongin                                  | 1946          |             | www.kangnam.ac.kr   |
| Kangwon National University                         | 강원대학교               | Chuncheon/Samcheok                      | 1947          |             | www.kangwon.ac.kr   |
| Keimyung University                                 | 계명대학교               | Daegu                                   | 1954          | 26.737      | www.kmu.ac.kr       |
| Korea Aviation Polytechnic                          | 한국폴리텍 항공대학      |                                         |               |             | kapc.kopo.ac.kr     |
| Korea Bio Polytechnic                               | 한국폴리텍 바이오대학    |                                         |               |             | bio.kopo.ac.kr      |
| Konkuk University                                   | 건국대학교               | Seoul                                   | 1946          | 21.578      | www.konkuk.ac.kr    |
| Konyang University                                  | 건양대학교               | Nonsan                                  | 1991          |             | www.kyu.ac.kr       |
| Kookmin University                                  | 국민대학교               | Seoul                                   | 1946          | 23.346      | www.kookmin.ac.kr   |
| Korea Maritime University                           | 국립한국해양대학교       | Busan                                   | 1945          |             | www.hhu.ac.kr/      |
| Korea Military Academy                              | 육군사관학교             | Seoul                                   | 1946          |             | www.kma.ac.kr       |
| Korea National Open University                      | 한국방송통신대학교       | Seoul                                   | 1972          |             | www.knou.ac.kr      |
| Korea National Sport University                     | 한국체육대학교           | Seoul                                   | 1972          |             | www.knsu.ac.kr      |
| Korea National University of Arts                   | 한국예술종합학교         | Seoul                                   | 1993          |             | www.karts.ac.kr     |
| Korea National University of Education              | 한국교원대학교           | Cheongju                                | 1984          | 5.630       | www.knue.ac.kr      |
| Korea National University of Transportation         | 한국교퉁대학교           | Chungju                                 | 1905          |             | www.ut.ac.kr        |
| Korea Polytechnic I Colleges                        | 한국폴리텍 I 대학        | Jungsu/Kangseo/Seongnam/Jeju            |               |             | www.kopo.ac.kr      |
| Korea Polytechnic II Colleges                       | 한국폴리텍 II 대학       | Incheon/Süd-Incheon/Hwaseong            |               |             | www.kopo.ac.kr      |
| Korea Polytechnic III Colleges                      | 한국폴리텍 III 대학      | Chuncheon/Wonju/Gangneung               |               |             | www.kopo.ac.kr      |
| Korea Polytechnic IV Colleges                       | 한국폴리텍 IV 대학       | Daejeon/Cheongju/Asan/Hongseong/Chungju |               |             | www.kopo.ac.kr      |
| Korea Polytechnic V Colleges                        | 한국폴리텍 V 대학        | Gwangju/Gimje/Mokpo/Iksan/Suncheon      |               |             | www.kopo.ac.kr      |
| Korea Polytechnic VI Colleges                       | 한국폴리텍 VI 대학       | Daegu/Gumi/Dalseong/Pohang/Yeongju      |               |             | www.kopo.ac.kr      |
| Korea Polytechnic VII Colleges                      | 한국폴리텍 VII 대학      | Changwon/Busan/Ulsan/Ost-Busan/Jinju    |               |             | www.kopo.ac.kr      |
| Korea University                                    | 고려대학교               | Seoul                                   | 1905          | 35.295      | www.korea.ac.kr     |
| Kundong University                                  | 건동대학교               | Andong                                  | 1992          |             | www.kundong.ac.kr   |
| Korea Women’s Polytechnics                          | 한국폴리텍여자대학       | Anseong                                 |               |             | women.kopo.ac.kr    |
| Kwangwoon University                                | 광운대학교               | Seoul                                   | 1938          |             | www.kw.ac.kr        |
| Kyeongnam University                                | 경남대학교               |                                         |               |             |                     |
| Kyung Hee University                                | 경희대학교               | Seoul                                   | 1949          | 22.955      | www.kyunghee.edu    |
| Kyungpook National University                       | 경북대학교               | Daegu/Sangju                            | 1946          | 38.823      | www.knu.ac.kr       |
| Kyungsung University                                | 경성대학교               | Busan                                   | 1955          |             | ks.ac.kr            |
| Kyungwon University                                 | 경원대학교               |                                         |               |             |                     |
| Luther University                                   | 루터대학교               | Yongin                                  |               |             | www.ltu.ac.kr       |
| Mokwon University                                   | 목원대학교               |                                         |               |             |                     |
| Myongji University                                  | 명지대학교               | Seoul                                   | 1948          |             | www.mju.ac.kr       |
| Munkyung College                                    | 문경대학교               | Mungyeong                               |               |             |                     |
| Osan College                                        | 오산대학                 |                                         |               |             |                     |
| Paichai University                                  | 배제대학                 |                                         |               |             |                     |
| Pohang University of Science and Technology         | 포항공과대학교           | Pohang                                  | 1986          |             | www.postech.edu     |
| Pukyong National University                         | 부경대학교               | Busan                                   | 1996          |             | www.pknu.ac.kr      |
| Pusan National University                           | 부산대학교               | Busan                                   | 1946          | 27.552      | www.pusan.ac.kr     |
| Sahmyook University                                 | 삼육대학교               | Seoul                                   | 1906          |             | www.syu.ac.kr       |
| Sangji University                                   | 상지대학교               | Wonju                                   | 1955          |             | www.sangji.ac.kr    |
| Sangmyung University                                | 상명대학교               | Seoul                                   | 1937          |             | www.smu.ac.kr       |
| Sejong University                                   | 세종대학교               | Seoul                                   | 1940          |             | www.sejong.ac.kr    |
| Seokyeong University                                | 서경대학교               | Seoul                                   | 1947          | 8.401       | www.seokyeong.ac.kr |
| Seoul Christian University                          | 서울기독대학교           | Seoul                                   |               |             | www.scu.ac.kr       |
| Seoul National University                           | 서울대학교               | Seoul                                   | 1946          | 28.018      | www.snu.ac.kr       |
| Seoul National University of Education              | 서울교육대학교           | Seoul                                   | 1946          |             | www.snue.ac.kr      |
| Seoul National University of Science and Technology | 서울과학기술대학교       | Seoul                                   | 1910          |             | www.seoultech.ac.kr |
| Seoul Theological University                        | 서울신한대학교           | Bucheon                                 | 1911          |             | www.stu.ac.kr       |
| Seoul Women’s University                            | 서울여자대학교           | Seoul                                   | 1961          |             | www.swu.ac.kr       |
| Shin Ansan University                               | 신안산대학교             | Ansan                                   | 1994          |             | www.ansantc.ac.kr   |
| Silla University                                    | 신라대학교               | Busan                                   |               |             | www.silla.ac.kr     |
| Sogang University                                   | 서강대학교               | Seoul                                   | 1960          | 16.000      | www.sogang.ac.kr    |
| Sookmyung Women’s University                        | 숙명여자대학교           | Seoul                                   | 1906          | 16.655      | www.sookmyung.ac.kr |
| Soonchunhyang University                            | 순천향대학교             | Asan                                    | 1978          |             | homepage.sch.ac.kr  |
| Soongsil University                                 | 숭실대학교               | Seoul                                   | 1897          |             | www.ssu.ac.kr       |
| Sungkyunkwan-Universität                            | 성균관대학교             | Seoul/Suwon                             | 1398          | 25.168      | www.skku.edu        |
| Sungshin Women’s University                         | 성신여자대학교           | Seoul                                   | 1936          |             | www.sungshin.ac.kr  |
| Suwon Science College                               | 수원과학대학교           | Hwaseong                                |               |             |                     |
| Suwon Women’s College                               | 수원여자대학교           | Suwon, Hwaseong                         |               |             |                     |
| Taekyeung College                                   | 대경대학교               | Gyeongsan                               | 1993          |             | www.tk.ac.kr        |
| Tongmyong University                                | 동명대학교               | Busan                                   |               |             | www.tu.ac.kr        |
| Transnational Law and Business University           | 국제법률경영대학원대학교 | Goyang                                  |               |             | www.tlbuisi.ac.kr   |
| University of Incheon                               | 인천대학교               | Incheon                                 | 1979          |             | www.incheon.ac.kr   |
| University of Seoul                                 | 서울시립대학교           | Seoul                                   | 1918          |             | www.uos.ac.kr       |
| University of Suwon                                 | 수원대학교               | Hwaseong                                |               |             |                     |
| Ulsan National Institute of Science and Technology  | 울산과학기술원           | Ulsan                                   | 2009          |             | www.unist.ac.kr     |
| University of Ulsan                                 | 울산대학교               | Ulsan                                   | 1970          | 14.979      | www.ulsan.ac.kr     |
| Wonkwang University                                 | 원광대학교               | Iksan                                   | 1946          | 17.000      | www.wku.ac.kr       |
| Woosuk University                                   | 우석대학교               | Wanju                                   | 1979          |             | woosuk.ac.kr        |
| Yeoju Institute of Technology                       | 여주대학교               | Yeoju                                   |               |             |                     |
| Yeungjin College                                    | 영진전문대학             | Daegu                                   |               |             |                     |
| Yeungnam University College                         | 영남이공대학교           | Daegu                                   |               |             |                     |
| Yeungnam University                                 | 영남대학교               | Gyeongsan                               |               |             |                     |
| Yewon Arts University                               | 예원예술대학교           | Imshil                                  |               |             |                     |
| Yong-in Songdam College                             | 용인송담대학교           | Yongin                                  |               |             |                     |
| Yong In University                                  | 용인대학교               | Yongin                                  |               |             |                     |
| Yonsei University                                   | 연세대학교               | Seoul                                   | 1957          | 28.409      | www.yonsei.ac.kr    |
| Youngdong University                                | 영동대학교               |                                         |               |             |                     |
| Youngsan University                                 | 영산대학교               | Yangsan/Busan                           | 1997          |             | www.ysu.ac.kr       |
| Youngsan University of Seonstudies                  | 영산선학대학교           | Yeonggwang                              |               |             |                     |
| Yuhan College                                       | 유한대학교               | Bucheon                                 |               |             |                     |